# Chi Trúc dây
Chi Trúc dây, tên khoa học Ampelocalamus, là một chi thực vật có hoa trong họ Hòa thảo (Poaceae). Chúng được tìm thấy nhiều nhất ở Nam Trung Quốc, một số loài có thể thấy được ở Tây Himalaya và Bắc Đông Dương.

## Các loài
Hiện tại ghi nhận được các loài sau:
- Ampelocalamus actinotrichus (Merr. & Chun) S.L.Chen T.H.Wen & G.Y.Sheng
- Ampelocalamus breviligulatus (T.P.Yi) Stapleton
- Ampelocalamus calcareus C.D.Chu & C.S.Chao
- Ampelocalamus hirsutissimus (W.D.Li & Y.C.Zhong) Stapleton & D.Z.Li
- Ampelocalamus luodianensis T.P.Yi & R.S.Wang
- Ampelocalamus melicoideus (P.C.Keng) D.Z.Li & Stapleton
- Ampelocalamus mianningensis (Q.Li & Xin Jiang) D.Z.Li & Stapleton
- Ampelocalamus microphyllus (Hsueh & T.P.Yi) Hsueh & T.P.Yi
- Ampelocalamus naibunensis (Hayata) T.H.Wen
- Ampelocalamus patellaris (Gamble) Stapleton
- Ampelocalamus saxatilis (Hsueh & T.P.Yi) Hsueh & T.P.Yi
- Ampelocalamus scandens Hsueh & W.D.Li
- Ampelocalamus yongshanensis Hsueh f. & D.Z.Li